# 柳想鐵
柳 想鐵（ユ・サンチョル、Yoo Sang-chul、유상철、1971年10月18日 - 2021年6月7日）は、大韓民国・ソウル特別市出身の元プロサッカー選手、サッカー指導者。現役時代のポジションはディフェンダー、ミッドフィールダー、フォワード。

## 略歴
現役時代は主に守備的ミッドフィールダーとして活躍。フォワードやディフェンダーとして出場することも多く、ゴールキーパー以外どのポジションでもこなせるユーティリティープレイヤーだった。
建国大学校を卒業後、蔚山現代に加入。
1999年、横浜F・マリノスに加入し、5月8日のジェフ市原戦でJリーグ初ゴールを決めた。2000年のファーストステージでは、優勝を経験。2000年は22試合17ゴールと活躍したが、シーズン終了後、チームを退団。
2001年、洪明甫と監督の西野朗から誘われて柏レイソルに加入。黄善洪も含め、韓国代表選手3名が揃う陣容となったが、翌年開催のワールドカップのために力を入れたことでコンディションを落としたこと、また主将の洪よりも大学の先輩である黄を慕ったため洪がやや孤立したこと が成績下降の一因となった。ワールドカップ後のヨーロッパ進出を図って、2002年シーズン途中に柏を退団したが失敗に終わり、古巣の蔚山現代に復帰した。
2003年には横浜F・マリノスで監督を務めていた岡田武史に誘われ、横浜Fマリノスへ3年ぶりに復帰。当初は中盤の選手として構想されていたが、右サイドバックとして加入が決定していたブラジル代表カフーがチーム合流直前に契約を解除、その穴埋めとして右サイドバックで起用されると、そのユーティリティ能力を発揮し活躍。ファーストステージとセカンドステージを制覇しチームを完全優勝に貢献した。横浜F・マリノスには、2004年末まで在籍し、Jリーグでは通算113試合44ゴールの成績を残した。その後は蔚山現代に再び復帰した。
FIFAワールドカップに2度出場（1998、2002）。2002年大会では洪と共に16人のオールスターチームに選ばれた。2003年の東アジア選手権では大会MVPに輝いた。
2006年3月4日に、膝の故障を理由に現役引退を表明した。
2009年から春川機械工業高等学校サッカー部監督を務め、2011年7月よりKリーグ・大田シチズンの監督に就任したが、2012年シーズン終了で退任。その後、2014年より蔚山大学校サッカー部監督を務めた。
2017年12月4日、Kリーグ・全南ドラゴンズの監督に就任し、2018年まで指揮。
2019年5月、低迷する仁川ユナイテッドFCの監督に就任したが、10月に体調不良で入院。11月に仁川ユナイテッドの公式サイトを通じて自身がステージ4の膵臓がんであることを公表した。同年限りで仁川ユナイテッドの監督を退任。このシーズンは入れ替え戦を回避する10位で終えKリーグ1残留の役目を果たした。
2020年2月23日、病身を押して来日し日産スタジアムでのJ1リーグ開幕戦・横浜F・マリノス－ガンバ大阪戦の終了後、横浜F・マリノスのサポーターたちに挨拶。膵臓がんであることを告白した後に、横浜FMサポーターたちが各試合で「”できるよ”（頑張れ）柳想鐵！！」と書かれた横断幕を掲出して応援メッセージを送り続けており、AFCチャンピオンズリーグ開幕節の全北現代戦をテレビで観戦していてこれに気付いた柳が直接感謝を伝えたいと希望しての来日だった。挨拶では感謝の念を述べるとともに、闘病にあたり絶対に諦めないと不屈の姿勢を宣言し、サポーターの健康を気遣っていた。
その後は一度2021年3月末に危篤の誤報が広がった ものの、病状はしばらく小康状態にあった。
2021年6月7日19時頃、膵臓がんのためソウル市内の病院で死去。49歳没。

## エピソード
- 高校2年生のとき、相手のシュートしたボールが左目に当たって以降、左目の視力をほぼ失っていた。視力検査では右目で視力検査表のマークを覚えて、左目の時には記憶を頼りに答えていた[16]。
- 毎日食べても飽きないほど日本の豚カツが大好きだった。そのせいで体重が増え続けてもやめることができなかったが、「その分、走ろう」という結論に至った[16]。
- 2006年から2009年にかけてKBSのサッカーリアリティ番組「ナララ・シュットリ（朝鮮語版）」に出演してサッカー選手を目指す子どもたちを指導した。教え子の一人が李康仁であった。

## 所属クラブ
- 建国大学校
- 1994年 - 1998年  蔚山現代ホランイ
- 1999年 - 2000年  横浜F・マリノス
- 2001年 - 2002年7月  柏レイソル
- 2002年途中 - 2003年6月  蔚山現代ホランイ
- 2003年7月 - 2004年  横浜F・マリノス
- 2005年  蔚山現代ホランイ

## 個人成績
| 国内大会個人成績 | 国内大会個人成績 | 国内大会個人成績 | 国内大会個人成績 | 国内大会個人成績 | 国内大会個人成績           | 国内大会個人成績 | 国内大会個人成績 | 国内大会個人成績 | 国内大会個人成績 | 国内大会個人成績 | 国内大会個人成績 |
| 年度             | クラブ           | 背番号           | リーグ           | リーグ戦         | リーグ戦                   | リーグ杯         | リーグ杯         | オープン杯       | オープン杯       | 期間通算         | 期間通算         |
| 年度             | クラブ           | 背番号           | リーグ           | 出場             | 得点                       | 出場             | 得点             | 出場             | 得点             | 出場             | 得点             |
| 韓国             | 韓国             | 韓国             | 韓国             | リーグ戦         | リーグ戦                   | リーグ杯         | リーグ杯         | FA杯             | FA杯             | 期間通算         | 期間通算         |
| ---------------- | ---------------- | ---------------- | ---------------- | ---------------- | -------------------------- | ---------------- | ---------------- | ---------------- | ---------------- | ---------------- | ---------------- |
| 1994             | 蔚山現代         |                  | Kリーグ          | 26               | 5                          |                  |                  |                  |                  |                  |                  |
| 1995             | 蔚山現代         |                  | Kリーグ          | 33               | 2                          |                  |                  |                  |                  |                  |                  |
| 1996             | 蔚山現代         |                  | Kリーグ          | 6                | 1                          |                  |                  |                  |                  |                  |                  |
| 1997             | 蔚山現代         |                  | Kリーグ          | 17               | 1                          |                  |                  |                  |                  |                  |                  |
| 1998             | 蔚山現代         | 6                | Kリーグ          | 23               | 15                         |                  |                  |                  |                  |                  |                  |
| 日本             | 日本             | 日本             | 日本             | リーグ戦         | リーグ戦                   | リーグ杯         | リーグ杯         | 天皇杯           | 天皇杯           | 期間通算         | 期間通算         |
| 1999             | 横浜FM           | 8                | J1               | 22               | 7                          | 3                | 0                | 3                | 1                | 28               | 8                |
| 2000             | 横浜FM           | 8                | J1               | 22               | 17                         | 6                | 4                | 3                | 0                | 31               | 21               |
| 2001             | 柏               | 8                | J1               | 24               | 9                          | 1                | 0                | 0                | 0                | 25               | 9                |
| 2002             | 柏               | 6                | J1               | 9                | 5                          | 0                | 0                | 0                | 0                | 9                | 5                |
| 韓国             | 韓国             | 韓国             | 韓国             | リーグ戦         | リーグ戦                   | リーグ杯         | リーグ杯         | FA杯             | FA杯             | 期間通算         | 期間通算         |
| 2002             | 蔚山現代         | 66               | Kリーグ          | 8                | 9                          |                  |                  |                  |                  |                  |                  |
| 2003             | 蔚山現代         | 6                | Kリーグ          | 10               | 3                          |                  |                  |                  |                  |                  |                  |
| 日本             | 日本             | 日本             | 日本             | リーグ戦         | リーグ戦                   | リーグ杯         | リーグ杯         | 天皇杯           | 天皇杯           | 期間通算         | 期間通算         |
| 2003             | 横浜FM           | 2                | J1               | 17               | 6                          | 3                | 0                | 2                | 0                | 22               | 6                |
| 2004             | 横浜FM           | 8                | J1               | 19               | 0                          | 2                | 0                | 1                | 0                | 22               | 0                |
| 韓国             | 韓国             | 韓国             | 韓国             | リーグ戦         | リーグ戦                   | リーグ杯         | リーグ杯         | FA杯             | FA杯             | 期間通算         | 期間通算         |
| 2005             | 蔚山現代         | 6                | Kリーグ          | 18               | 1                          |                  |                  |                  |                  |                  |                  |
| 通算             | 韓国             | 韓国             | Kリーグ          | 135              | 37\|\|\|\|\|\|\|\|\|\|\|\| |                  |                  |                  |                  |                  |                  |
| 通算             | 日本             | 日本             | J1               | 113              | 44                         | 15               | 4                | 9                | 1                | 137              | 49               |
| 総通算           | 総通算           | 総通算           | 総通算           | 248              | 81\|\|\|\|\|\|\|\|\|\|\|\| |                  |                  |                  |                  |                  |                  |

その他の公式戦
- 2000年
  - Jリーグチャンピオンシップ 2試合0得点

| 国際大会個人成績 | 国際大会個人成績 | 国際大会個人成績 | 国際大会個人成績 | 国際大会個人成績 |
| 年度             | クラブ           | 背番号           | 出場             | 得点             |
| AFC              | AFC              | AFC              | ACL              | ACL              |
| ---------------- | ---------------- | ---------------- | ---------------- | ---------------- |
| 2004             | 横浜FM           | 8                | 4                | 1                |
| 通算             | AFC              | AFC              | 4                | 1                |

## 代表歴

### 出場大会
- 韓国代表
  - 1998 FIFAワールドカップ
  - 2002 FIFAワールドカップ

### 試合数
- 国際Aマッチ 125試合 19得点（1994年-2005年）[17]

| 韓国代表 | 国際Aマッチ | 国際Aマッチ |
| 年       | 出場        | 得点        |
| -------- | ----------- | ----------- |
| 1994     | 9           | 1           |
| 1995     | 8           | 0           |
| 1996     | 5           | 1           |
| 1997     | 21          | 7           |
| 1998     | 25          | 3           |
| 1999     | 2           | 0           |
| 2000     | 11          | 0           |
| 2001     | 9           | 4           |
| 2002     | 16          | 1           |
| 2003     | 9           | 1           |
| 2004     | 5           | 1           |
| 2005     | 5           | 0           |
| 通算     | 125         | 19          |

## 個人タイトル
- 1998年Kリーグ得点王